# Gaetano Martoriello
Gaetano Martoriello (1680 - 1733) foi um pintor italiano do período barroco aluno de Niccola Massaro, era um pintor de paisagens de estilo livre, com elementos românticos e fantasiosos com ruínas.

## Obras

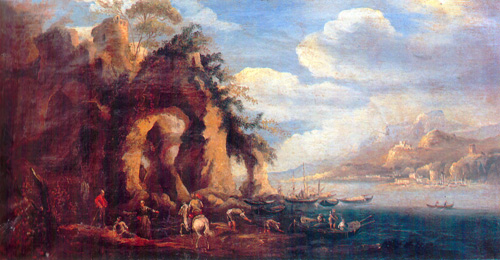
Paisagem com figura
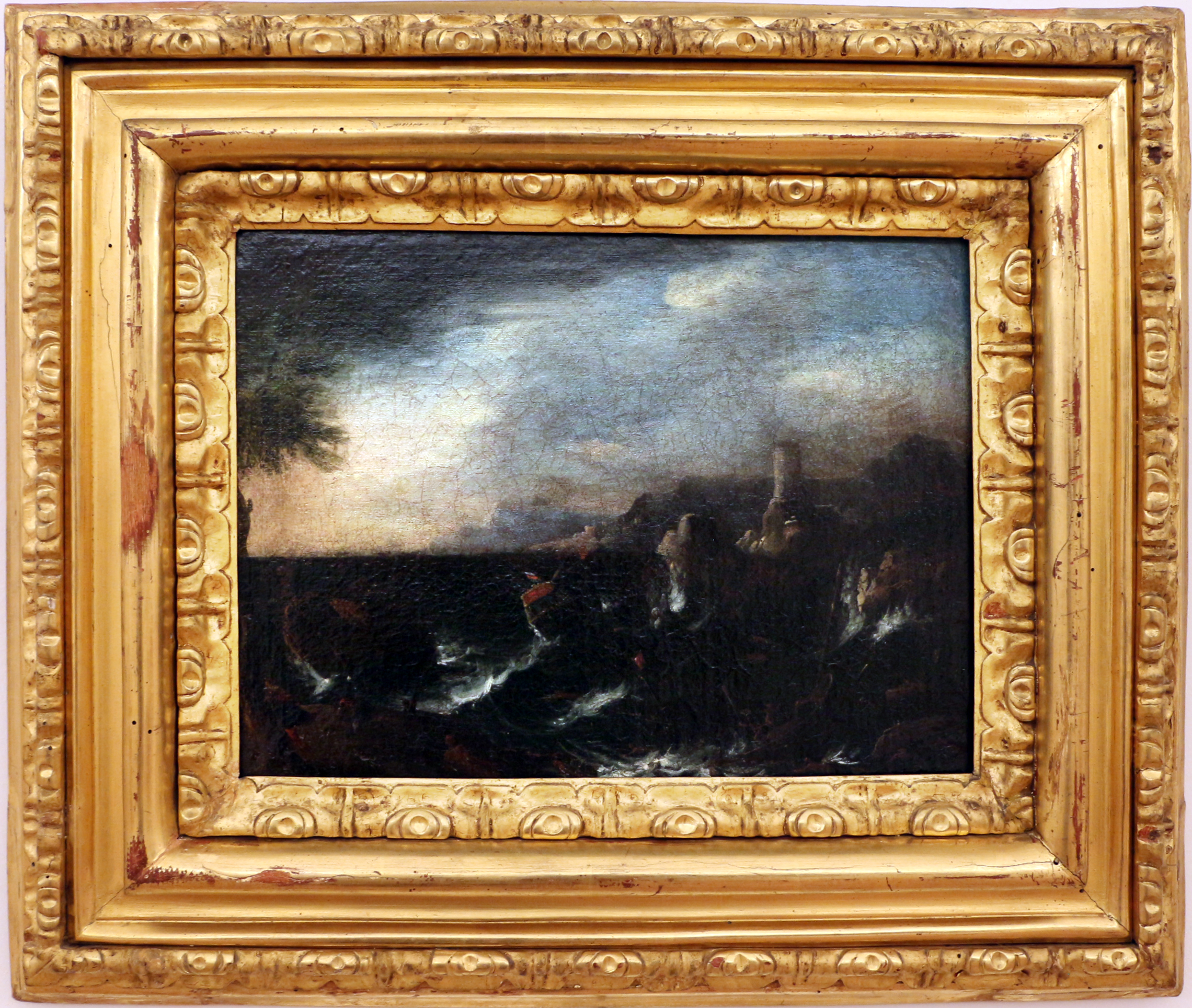
Tempestade